# Mari Molid
Mari Kristine Søbstad Molid (* 8. August 1990 in Trondheim, Norwegen) ist eine ehemalige norwegische Handballspielerin.

## Karriere
Molid begann das Handballspielen bei Kolstad IL. Später wechselte die Rückraumspielerin zu Byåsen IL, bei dem sie ab der Saison 2006/07 in der höchsten norwegischen Spielklasse eingesetzt wurde. Mit Byåsen stand sie 2007 im Finale des Europapokals der Pokalsieger, das vom rumänischen Verein CS Oltchim Râmnicu Vâlcea gewonnen wurde. Im Jahr 2012 unterschrieb sie einen Vertrag bei Levanger HK. Ab der Saison 2014/15 lief sie für Larvik HK auf. Mit Larvik gewann sie 2015 und 2016 die Meisterschaft. Im Sommer 2016 wechselte sie zum dänischen Erstligisten Randers HK. Mit Randers gewann sie 2016 den dänischen Pokal. In der Saison 2018/19 lief sie wieder für Larvik auf. Anschließend wechselte sie zu Molde HK. Im Sommer 2021 kehrte sie nach Byåsen zurück. Nach der Saison 2021/22 beendete Molid ihre Karriere.
Molid gab am 22. September 2010 ihr Debüt in der norwegischen Nationalmannschaft. Mit der norwegischen Auswahl gewann sie 2010 die Europameisterschaft. Ein Jahr später gewann sie in Brasilien die Weltmeisterschaft. Molid nahm weiterhin an der Weltmeisterschaft 2013 teil. 2015 gewann sie ihren zweiten WM-Titel. Bei den Olympischen Spielen 2016 in Rio de Janeiro gewann sie die Bronzemedaille.
Molid gehörte zuvor dem Kader der norwegischen Jugend- und Juniorinnen-Auswahl an. Mit der Junioren-Auswahl gewann sie 2009 die U-19-Europameisterschaft sowie 2010 die U-20-Weltmeisterschaft.